# John Masefield
John Edward Masefield (1. června 1878, Ledbury – 12. května 1967, Abingdon-on-Thames) byl anglický básník, romanopisec a dramatik. V letech 1930 až 1967 byl britský poeta laureatus. Vedle své poezie proslul dětskými knihami jako The Midnight Folk nebo The Box of Delights.

## Život
Jeho matka zemřela při porodu jeho sestry, když mu bylo šest let. Otec se z toho psychicky zhroutil a brzy na to zemřel. John byl poslán na vychování ke své tetě. Po střední škole se rozhodl stát námořníkem, sloužil na lodi HMS Conway. Tam naslouchal námořnickým historkám, jež ho přivedly k rozhodnutí stát se spisovatelem. Podal svědectví o životě na palubě Conway ve své knize New Chum.
Když doplul do New Yorku, utekl z námořní služby a toulal se po americkém venkově. Po čase se usadil v New Yorku a pracoval zde jako barman. Kolem vánoc 1895 si přečetl v časopise Truth báseň Duncana Campbella Scotta, která ho uhranula a přivedla k psaní vlastních veršů. Od roku 1895 do roku 1897 byl zaměstnán v newyorské továrně na koberce. V roce 1897 se vrátil do Anglie a stal se redaktorem deníku Manchester Guardian. V roce 1902 byl pověřen vedením sekce výtvarného umění na Umělecké a průmyslové výstavě ve Wolverhamptonu. Téhož roku vyšla jeho první básnická sbírka, Salt-Water Ballads. Obsahovala i jednu z jeho nejslavnějších básní Sea Fever.
Když v roce 1914 vypukla první světová válka, byl dost starý na to, aby byl osvobozen od vojenské služby, ale dobrovolně se přihlásil ke službě v britské nemocnici pro francouzské vojáky. Po návratu domů byl pozván do Spojených států na tříměsíční přednáškové turné. Ačkoli jeho hlavním cílem bylo přednášet o anglické literatuře, byl také pověřen tajnou službou shromažďovat informace o náladách a názorech Američanů na válku v Evropě a propagandisticky v USA působit, což učinil zejména knihami Gallipoli a The Old Front. V roce 1918 vyrazil do Ameriky na druhé přednáškové turné. Povětšinou přednášel americkým vojákům, kteří čekali na převelení do Evropy. Ukázal se jako vynikající řečník. Ke konci jeho návštěvy mu univerzity Yale a Harvard udělily čestné doktoráty literatury. Roku 1921 mu stejnou poctu prokázal Oxford.
V roce 1930 premiér Ramsay MacDonald prosadil jeho jmenování do pozice poeta laureatus (někdy zvané též "dvorní básník"). Držel ji až do smrti. Jedinou osobou, která zastávala tento úřad déle, byl Alfred Tennyson. Masefield využil své pozice například k prosazení Královské ceny za poezii určené básníkům do 35 let. V roce 1935 obdržel Řád Za zásluhy.